# Scindapsus officinalis
Scindapsus officinalis — вид квіткових рослин із родини кліщинцевих (Araceae), роду Scindapsus. Це ліана, рідним ареалом якої є Андаманські острови, Бангладеш, Камбоджа, Індія, Лаос, М'янма, Непал, Таїланд, В'єтнам.